# Dominik Sankowski
Dominik Jan Sankowski (ur. 3 października 1946 w Radomsku) – polski informatyk, nauczyciel akademicki, profesor nauk technicznych, polityk.

## Życiorys

### Wykształcenie i działalność naukowa
W 1970 ukończył studia z zakresu automatyki na Wydziale Elektrycznym Politechniki Łódzkiej, a w 1973 studia z zakresu matematyki na tej samej uczelni. W 1979 uzyskał na niej stopień doktora, a w 1989 habilitował. W 1998 uzyskał tytuł naukowy profesora.
Od 1971 do 1979 wykładał na Politechnice Częstochowskiej, a w 1979 został wykładowcą Politechniki Łódzkiej. W 1995 został kierownikiem Katedry Informatyki Stosowanej na tej uczelni. Wykłada również w Społecznej Wyższej Szkole Przedsiębiorczości i Zarządzania w Łodzi. W 1994 został członkiem Sekcji Elektrotermii Polskiej Akademii Nauk. Jest ekspertem Państwowej Komisji Akredytacyjnej. Zasiada w radzie naukowej Wyższej Szkoły Kultury Społecznej i Medialnej w Toruniu.
Specjalizuje się w zakresie komputerowych układów pomiarowo-kontrolnych oraz zagadnieniach przetwarzania, analizy i rozpoznawania obrazów.

### Działalność polityczna
Należał do Porozumienia Polskich Chrześcijańskich Demokratów. Jako członek tej partii bez powodzenia kandydował w 2001 do Sejmu z listy Akcji Wyborczej Solidarność Prawicy. W wyborach samorządowych w 2010 został zgłoszony jako kandydat na prezydenta Łodzi z ramienia Ruchu Przełomu Narodowego, jednak w ostatnim dniu kampanii prezydenckiej przed I turą wyborów zrezygnował z ubiegania się o to stanowisko i poparł Witolda Waszczykowskiego. W wyborach parlamentarnych w 2011 i 2019 zostawał kandydatem do Senatu z ramienia Prawa i Sprawiedliwości.

## Odznaczenia i wyróżnienia
Został odznaczony Srebrnym i Złotym (2001) Krzyżem Zasługi, Medalem Komisji Edukacji Narodowej oraz Krzyżem Kawalerskim Orderu Odrodzenia Polski. W 2007 otrzymał tytuł profesora honoris causa Państwowej Akademii Finansów we Lwowie. Kawaler Zakonu Rycerskiego Grobu Bożego w Jerozolimie. Laureat Nagrody Miasta Łodzi (2012).